# 대우 (논리학)
논리학에서, 어떤 조건 명제의 대우(對偶, 영어: contrapositive)는 그 조건 명제의 가정과 결론(전건과 후건)을 뒤바꾼 뒤 각각 부정을 취하여 얻는 명제이다. 다시 말해, 명제의 대우는 그 명제의 역의 이 또는 이의 역과 같다. 예를 들어, 'p이면 q이다'라는 명제의 대우는 'q가 아니면 p가 아니다'이다. 고전 논리에서 한 쌍의 명제가 서로 대우라면, 이 둘은 항상 논리적 동치이다. 즉, 서로 대우인 명제는 둘 다 참이거나 둘 다 거짓이다.

## 같이 보기
- 역 (논리학)
- 이 (논리학)
- 부정 (논리학)